# Адолфс Бльодніекс
Адолфс Бльодніекс (7 серпня 1889 , Тукумс, Курляндська губернія  — 21 березня 1962 , Бруклін, Нью-Йорк ) — латвійський політик, чотирнадцятий прем'єр-міністр Латвії.
Брав участь у революції 1905 року. Був депутатом Зборів Сатверсме. Від 1921 до 1922 року видавав і редагував журнал «Jaunā Latvija». Заснував газету «Latvija». Засновник партії Jaunsaimnieku partija. Був одним із засновників Латвійського комерційного банку та членом правління Банку Латвії. Депутат II, III і IV Сеймів Латвії. Редактор журналу «Latvijas Brīvībai».